# Aglomeracja białostocka
Aglomeracja białostocka – aglomeracja w środkowej części województwa podlaskiego, obejmujące miasto centralne Białystok oraz okoliczne gminy. Do aglomeracji zalicza się miasta (w gminach): Łapy, Choroszcz, Czarna Białostocka, Supraśl, Wasilków, Zabłudów, a także w zależności od koncepcji aglomeracji Mońki, Knyszyn, Suraż. Obszar ten w zależności od koncepcji obejmuje od 1804,76 do 2129,21 km², a zamieszkuje go od 403 tys. do 432 tys. osób.

## Koncepcje aglomeracji białostockiej

### Koncepcja urzędu marszałkowskiego
W 2003 r. Urząd Marszałkowski Woj. Podlaskiego przedstawił, że aglomerację białostocka tworzą miasto Białystok oraz 10 okolicznych gmin w powiecie białostockim (gminy: Łapy, Suraż, Juchnowiec Kościelny, Turośń Kościelna, Choroszcz, Dobrzyniewo Kościelne, Wasilków, Czarna Białostocka, Supraśl i Zabłudów).
| Gmina                        | Liczba ludności (31 grudnia 2013) [osób] | Powierzchnia (1 stycznia 2014) [km²] | Gęstość zaludnienia [osób/km²] |
| ---------------------------- | ---------------------------------------- | ------------------------------------ | ------------------------------ |
| Białystok                    | 295 282                                  | 102,13                               | 2891,2                         |
| Choroszcz (gmina)            | 14 504                                   | 163,79                               | 88,6                           |
| Czarna Białostocka (gmina)   | 11 763                                   | 206,36                               | 57,0                           |
| Dobrzyniewo Duże (gmina)     | 8698                                     | 161,13                               | 54,0                           |
| Juchnowiec Kościelny (gmina) | 15 292                                   | 171,77                               | 89,0                           |
| Łapy (gmina)                 | 22 511                                   | 127,65                               | 176,3                          |
| Supraśl (gmina)              | 14 342                                   | 188,56                               | 76,1                           |
| Suraż (gmina)                | 2054                                     | 76,61                                | 26,8                           |
| Turośń Kościelna (gmina)     | 5948                                     | 139,90                               | 42,5                           |
| Wasilków (gmina)             | 15 184                                   | 127,12                               | 119,4                          |
| Zabłudów (gmina)             | 9173                                     | 339,74                               | 27,0                           |
| Razem (aglomeracja)          | 414 751                                  | 1804,76                              | 229,8                          |

### Koncepcja P.Swianiewicza i U.Klimskiej
W 2005 r. Paweł Swianiewicz oraz Urszula Klimska wyznaczyli obszar aglomeracji białostockiej obejmującej Białystok oraz 12 okolicznych gmin. Obszar ten w 2002 r. zamieszkiwało 427 tys. osób. Przy wyznaczaniu aglomeracji przeprowadzono delimitację obszarów przyległych, uwzględniając saldo migracji w latach 1998–2002, gęstość zaludnienia (w 2002 r.), współczynnik zatrudnienia związany z natężeniem dojazdów.
| Gmina                        | Liczba ludności (31 grudnia 2013) [osób] | Powierzchnia (1 stycznia 2014) [km²] | Gęstość zaludnienia [osób/km²] |
| ---------------------------- | ---------------------------------------- | ------------------------------------ | ------------------------------ |
| Białystok                    | 295 282                                  | 102,13                               | 2891,2                         |
| Choroszcz (gmina)            | 14 504                                   | 163,79                               | 88,6                           |
| Czarna Białostocka (gmina)   | 11 763                                   | 206,36                               | 57,0                           |
| Dobrzyniewo Duże (gmina)     | 8698                                     | 161,13                               | 54,0                           |
| Juchnowiec Kościelny (gmina) | 15 292                                   | 171,77                               | 89,0                           |
| Knyszyn (gmina)              | 4797                                     | 127,21                               | 37,7                           |
| Krypno (gmina)               | 4005                                     | 112,31                               | 35,7                           |
| Łapy (gmina)                 | 22 511                                   | 127,65                               | 176,3                          |
| Mońki (gmina)                | 15 338                                   | 161,55                               | 94,9                           |
| Supraśl (gmina)              | 14 342                                   | 188,56                               | 76,1                           |
| Turośń Kościelna (gmina)     | 5948                                     | 139,90                               | 42,5                           |
| Wasilków (gmina)             | 15 184                                   | 127,12                               | 119,4                          |
| Zabłudów (gmina)             | 9173                                     | 339,74                               | 27,0                           |
| Razem (aglomeracja)          | 432 159                                  | 2129,21                              | 205,2                          |

### Obszar funkcjonalny
Według programu ESPON obszar funkcjonalny Białegostoku (FUA, ang. Functional Urban Area) w 2002 r. zamieszkiwało 403 tys. osób.